# یانو ریلیان
یانو ریلیان (استونیایی: Janno Reiljan; ۸ اکتبر ۱۹۵۱ – ۲۳ ژانویهٔ ۲۰۱۸) سیاستمدار، اقتصاددان و نماینده مجلس اهل استونی بود.